# Blannovii
Les Blannovii étaient un petit peuple celte de Gaule, client des puissants Éduens, qui les rejoint dans la coalition contre les Romains, en 52 av. J.-C.. Leur territoire, dans la région des Éduens, n’est pas précisément localisé.

## Protohistoire
Ils ne nous sont connus que par une mention de Jules César, dans ses Commentaires sur la Guerre des Gaules, où ils apparaissent aux côtés des Ségusiaves, Ambivarètes et Aulerques Brannovices, comme « vassaux » de leurs voisins éduens.
«  Tandis que devant Alésia s’accomplissent ces travaux, les Gaulois, ayant tenu une assemblée des chefs, décident qu’il convient non pas d’appeler, comme le voulait Vercingétorix, tous les hommes en état de porter les armes, mais de demander à chaque cité un contingent déterminé, afin d’éviter que dans la confusion d’une telle multitude il devienne impossible de maintenir la discipline, de distinguer les troupes des divers peuples, de pourvoir au ravitaillement. On demande aux Héduens et à leurs clients, Ségusiaves, Ambivarètes, Aulerques Brannovices, Blannovii, trente-cinq mille hommes ; un chiffre égal aux Arvernes, auxquels on joint les Eleutètes, les Cadurques, les Gabales, les Vellavii, qui sont, par longue tradition, leurs vassaux ; aux Séquanes, aux Sénons, aux Bituriges, aux Santons, aux Rutènes, aux Carnutes, douze mille hommes par cité ; aux Bellovaques dix mille ; huit mille aux Pictons, aux Turons, aux Parisii, aux Helvètes ; aux Ambiens, aux Médiomatrices, aux Petrocorii, aux Nerviens, aux Morins, aux Nitiobroges, cinq mille ; autant aux Aulerques Cénomans ; quatre mille aux Atrébates ; trois mille aux Véliocasses, aux Lexovii, aux Aulerques Eburovices ; mille aux Rauraques, aux Boïens ; vingt mille à l’ensemble des peuples qui bordent l’Océan et qui se donnent le nom d’Armoricains : Coriosolites, Redons, Ambibarii, Calètes, Osismes, Lémovices, Unelles. Les Bellovaques ne fournirent pas leur contingent, parce qu’ils prétendaient faire la guerre aux Romains à leur compte et à leur guise, et n’obéir aux ordres de personne ; pourtant, à la prière de Commios, ils envoyèrent deux mille hommes en faveur des liens d’hospitalité qui les unissaient à lui. »
— Jules César, Commentaires sur la Guerre des Gaules, Livre VII, chapitre 75.

## Sources
- Venceslas Kruta, Les Celtes, Histoire et Dictionnaire, page 472, Éditions Robert Laffont, coll. « Bouquins », Paris, 2000,  (ISBN 2-7028-6261-6).
- John Haywood (intr. Barry Cunliffe, trad. Colette Stévanovitch), Atlas historique des Celtes, éditions Autrement, Paris, 2002,  (ISBN 2-7467-0187-1).
- Consulter aussi la bibliographie sur les Celtes et la bibliographie de la mythologie celtique

## Wikisource
- Jules César, Commentaires sur la Guerre des Gaules, Livre VII